# Генрі Кайзер
Генрі Джон Кайзер (англ. Henry John Kaiser; 9 травня 1882 — 24 серпня 1967) — американський промисловець і підприємець, засновник ряду великих промислових і комерційних компаній.

## Біографія

### Ранні роки
Кайзер народився в Спрут-Бруку (Sprout Brook), штат Нью-Йорк в родині іммігрантів з Німеччини.
У віці двадцяти років він працював учнем фотографа, потім переїхав до Вашингтона, де заснував будівельну компанію, що виконувала державні замовлення.
У 1906 році він переїжджає на західне узбережжя США і в 1914 році засновує дорожню компанію, одну з перших, яка використовувала важкі будівельні машини. У 1927 році його фірма значно розширилася після отримання $ 20-мільйонного контракту на будівництво доріг на Кубі. У 1931 році його компанія стала одним з основних підрядників будівництва дамби Гувера, а також дамб Бонневилль і Гранд-Кулі на річці Колорадо.
Потім Кайзер побудував верфі в Сіетлі і Такомі, де почав масове впровадження таких методів, як зварювання замість заклепок.

### Друга світова війна
Найвідомішим дітищем Кайзера стали названі на його честь верфі — Kaiser Shipyard в Річмонді, штат Каліфорнія. У роки Другої світової війни, вантажні кораблі серії «Ліберті» випускалися в середньому кожні 45 днів. Одного разу компанія побудувала корабель за чотири дні. Ним став Robert E. Peary водотоннажністю 10,500 тонн. Він був закладений 8 листопада 1942 року і був спущений на воду з верфі Richmond Shipyard # 2 12 листопада. Термін будівництва судна склав чотири дні і 15 з половиною годин. Попередній рекорд належав кораблю Joseph M. Teal серії «Ліберті», побудованому за десять днів.
Відвідування одним із соратників Кайзера заводів Ford призвело до масового використання зварювання замість заклепок при будівництво кораблів. Цей метод був простіше і вигідніше, так як дозволяв швидше навчати чорноробів, багато з яких були жінками.
Інші верфі Кайзера розташовувалися в Райан-Пойнт (Ryan Point), Ванкувер і на Суон Айленд (Swan Island) в Портленді, штат Орегон. Невелике судно, побудоване за 71 годину і 40 хвилин, було спущено на воду з верфі Ванкувера 16 листопада 1942 року. Розроблена ним концепція масового виробництва комерційних і військових судів використовується і сьогодні. Разом з доктором Сідні Гарфілдом (Sydney Garfield) він засновує Kaiser Permanente HMO. Кайзер виробляв корпусу для сотень невеликих американських кораблів, що ходили в Тихому й Атлантичному океанах.
Однією з проблем, пов'язаної з використанням зварних корпусів, була їх разрушаемость в холодних морях — на корпусах часто утворювалися тріщини, які призводили до розлому корабля на дві частини. Тому було зроблено деякі зміни конструкції і введена більш жорстка система контролю зварювання в 1947 році, що дозволило запобігти втратам кораблів «Ліберті» до 1955 року.
Будучи членом групи компаній Six Companies, Кайзер зіграв головну роль в діяльності Joshua Hendy Iron Works, яка постачала парові двигуни потрійної дії EC-2 для кораблів «Ліберті».
Кайзер разом зі своїми партнерами заснував Каліфорнійську суднобудівну корпорацію (California Shipbuilding Corporation).
Kaiser Richmond Field Hospital для верфей Кайзера, який фінансується американською Морський комісією (U.S. Maritime Commission), був відкритий 10 серпня 1942 року. Госпіталь, керований доктором медичних наук Сідні Гарфілдом, мав трирівневу систему медичного обслуговування, що включала себе шість обладнаних пунктів першої допомоги на верфях, а також головну лікарню в Оукленд, Каліфорнія для найбільш критичних випадків.
До серпня 1944 року, 92,2 % всіх робочих верфей в Річмонді приєдналися до першого в країні планом добровільного медичного страхування. Після війни програма була розширена також і на членів сімей робітників і до 1990 року Kaiser Permanente була найбільшою некомерційної HMO в США.

### Післявоєнний період

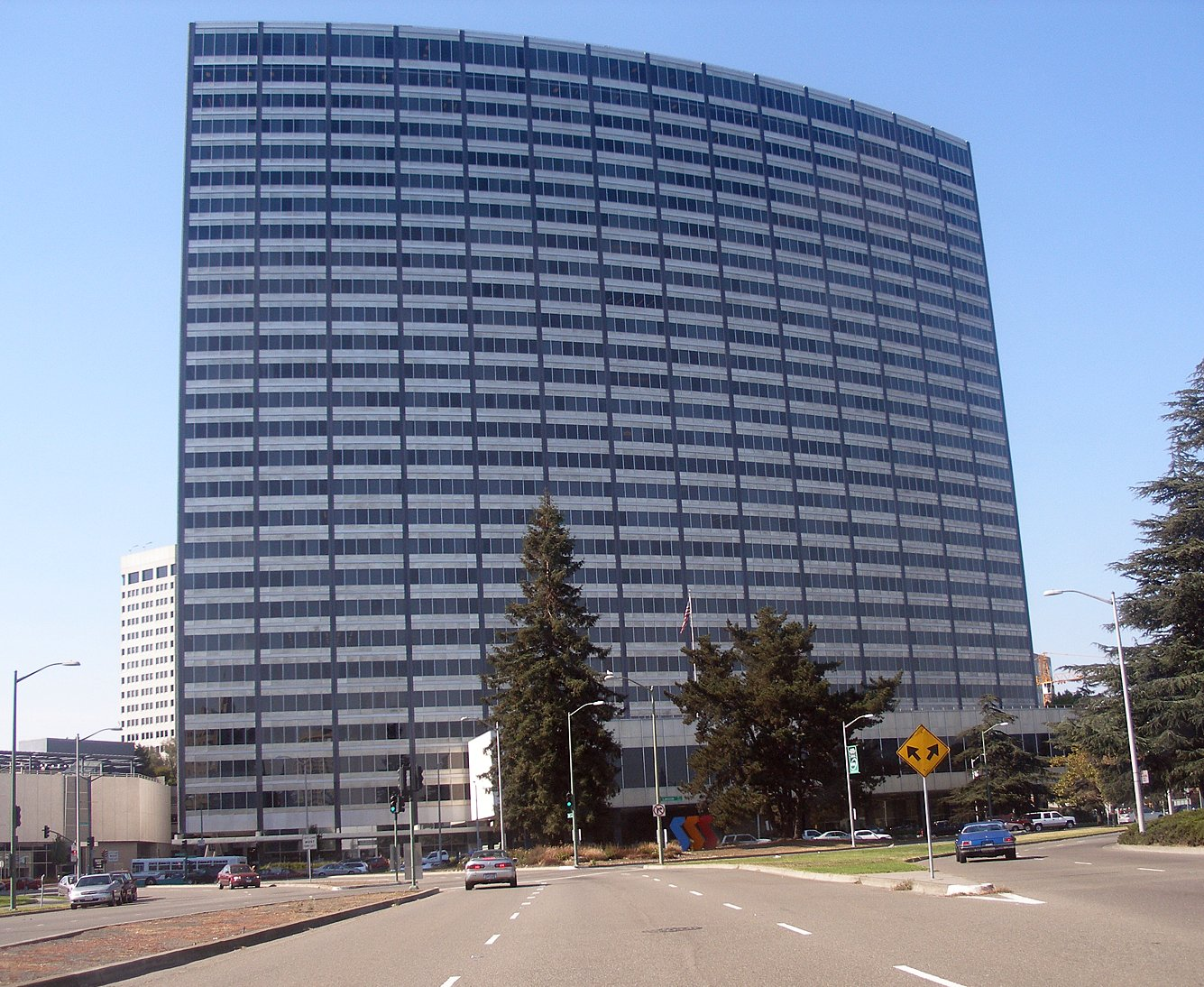
Kaiser Center в центрі Окленда, штаб-квартира Kaiser Industries. Довгий час було найвищою будівлею в Окленді.

Після війни Кайзер, як магнат нерухомості, засновує приміські спільноти (suburban community) Hawai'i Kai в Гонолулу, Гаваї і Panorama City в Лос-Анджелесі, Каліфорнія.
У 1945 році Кайзер спільно з ветераном автоіндустрії Джозефом Фрейзером засновує автомобільну компанію із залишків Graham-Paige, в якій Фрейзер був президентом. Ними був придбаний колишній оборонний завод Віллоу-Ран, штат Мічиган, що раніше належав Ford і випускав військові літаки. Kaiser Motors випускав легкові автомобілі під марками Kaiser і Frazer до 1955 року, коли було прийнято рішення відмовитися від виробництва легкових автомобілів в США і перенести його в Бразилію та Аргентину. В кінці 1960-х років ці підприємства були продані Ford-Renault. У 1953 році Кайзер набуває Willys-Overland, що випускає лінію Jeep і вантажні автомобілі, який перейменовується в Willys Motors. У 1963 році назву змінено на Kaiser-Jeep, а в 1970 році ця фірма продана American Motors Corporation. Натомість Кайзер отримав 22 % частку акцій AMC (згодом був позбавлений).
У 1946 році заснована компанія Kaiser Aluminum, спочатку орендувала, а потім і викупила в уряду США три алюмінієвих заводу. У наступні десятиліття Kaiser Aluminum брала участь у всіх аспектах алюмінієвої промисловості, включаючи видобуток і переробку бокситів, виробництво глинозему і алюмінію, а також напівфабрикатів і готової алюмінієвої продукції.
У 1948 році засновано некомерційний Фонд сім'ї Кайзер (Kaiser Family Foundation), який займається, в основному, проблемами охорони здоров'я в США і не пов'язаний з Kaiser Permanente і Kaiser Industries.
Kaiser Permanente Federal Credit Union був створений в 1952 році для службовців Kaiser Foundation Hospitals, в складі Permanente Medical Group, Inc. і Kaiser Foundation Health Plan, Inc.
Kaiser Federal Bank створений в 1953 році для кредитування співробітників Kaiser Foundation Hospital в Лос-Анджелесі. У 1999 році він перетворюється в федеральний ощадний банк. Kaiser Federal Financial Group, Inc. в Меріленді розпоряджається усіма що знаходяться в обігу акціями Kaiser Federal Bank, які котируються на NASDAQ під індексом «KFFG».
В останні роки свого життя Кайзер займався поліпшенням ландшафту в Гонолулу. Їм заснований Kaiser Hawaiian Village Hotel, нині — Hilton Hawaiian Village. Кайзер також побудував перший комерційно успішний геодезичний курорт на Гаваях.

### Смерть
Кайзер помер 24 серпня 1967 року в Гонолулу, Гаваї у віці 85 років і похований на кладовищі Mountain View в Окленді, Каліфорнія.